# ستاتنیتسه
ستاتنیتسه (به چکی: Statenice) یک منطقهٔ مسکونی در جمهوری چک است که در ناحیه پراگ-غرب واقع شده‌است. ستاتنیتسه ۳٫۷۸ کیلومتر مربع مساحت و ۱٬۲۰۵ نفر جمعیت دارد و ۲۵۸ متر بالاتر از سطح دریا واقع شده‌است.